# ヒト型爬虫類

ヒト型爬虫類の想像図。

ヒト型爬虫類（ヒトがたはちゅうるい、レプティリアン・ヒューマノイド、Reptilian humanoids）とは、ヒト（人間）の形態に類似する爬虫類（トカゲ）に似た生物という想像上の概念である。現代では、ファンタジー作品においてたびたび描かれる。その実在を信じこみ、人間に擬態し社会に紛れている、陰謀を企てているなどと考える者もいる。

## 名称
レプティリアン・ヒューマノイド、リザードマン（Lizardmen、Lizard Peorple、Lizardfolk）、サウリアン、ドラコニアン。リザードマン（Lizardmen、Lizard Peorple、Lizardfolk）、サウリアン、ドラコニアンスネークピープル（Snakepeople）、レプトイド（Reptoids）、ディノサウロイド（Dinosauroids）、チタウリ（Chitauri）、などとも呼ばれる。創作物においては作品ごとに独自の呼称となることが多い。一般的な和名は存在しないが、「レプティリアン」（reptilian）は、「爬虫類」を意味する「レプタイル」（reptile）の形容詞形であり、本項目では「爬虫類に属する」という意味で解釈する。また、「ヒューマノイド」（humanoid）は、名詞で「人間の形をしたもの」という意味がある。これらに鑑み、英名を「人間のような姿をしているが、爬虫類的要素をもつ正体不明の生物」と解釈し、「ヒト（人間の学名）型の爬虫類」と呼ぶことにする。
なお冒頭で挙げたヒト型爬虫類の別名は、文献によって次のような訳語が与えられている。
- Reptilian:レプティリアン[9]、爬虫類型ヒューマノイド[9]、人間類似爬虫類[9]、爬虫類人[10]
- Reptoid:レプトイド:ハチュウモドキ[11]（"-oid"には「…もどき」という意味がある[8]）、知的爬虫類人
- Dinosauroid:ディノサウロイド[12]、ダイノサウロイド[13]、恐竜人[13]、恐竜人間[14]
- Lizardfolk:リザードフォーク[15]:トカゲ人[15]（"lizard"は「トカゲ、爬虫類」、"folk"「人々、種族」を意味する[8]）
- Lizardman:リザードマン[16]、トカゲ人間[16]、爬虫人[16]、トカゲ男[17]
- Chitauri:チタウリ[18]、蛇悪の子たち[18]（ズールー語であるとされる）、爬蟲類的人間[19]

## 神話における蛇のシンボリズム
蛇という象徴は、最も古く、広く普及している神話の象徴のひとつであり、様々な文化で、蛇と人間の要素が混じった神話的存在がみられる（なお、爬虫類だけでなく、動物や鳥類、魚類と人間の要素が混じった神話的存在の伝説・伝承も存在する）。
現代の爬虫類人類のモチーフとなっている爬虫類は、おおむね蛇ではなくトカゲである。

### ヨーロッパ
アテナイの初代王（King of Ahens）であるケクロプスは、半人半蛇とされる。例として、ペルガモンの大祭壇（Altar）にあるフリーズ（Frieze）と呼ばれる装飾壁に確認できる。これらペルガモンの彫刻のひとつに、両脚の間に巨大な蛇がいるクリュテロス（Klyteros）というギガース（巨人族）の描写もみられる。北風をつかさどるギリシャ神であるアネモイも、ギリシャの地理学者・パウサニアスによって両脚の間に蛇がいる翼を持つ男として描かれている。古代ギリシャの一部で崇拝の対象であったグリュコーン（Glycon）は、人間の顔を持つ蛇の神である。

### インド
インドの経典や伝説に登場するナーガは、蛇の精霊あるいは蛇神である。上半身を人間、下半身を蛇としてたびたび描かれるが、一般的には単に蛇の姿で認識されている。

## 現代におけるエピソード

### 未確認動物学
未確認動物学として、サウスカロライナ州（アメリカ合衆国）におけるスケープオア沼のトカゲ男（Lizard Man of Scape Ore Swamp）の目撃例が、長きにわたって流布され続けた。

### 未確認飛行物体と宇宙人
現代において、ヒト型爬虫類に遭遇したと主張する人々がいる。同ケースの多くで未確認飛行物体（UFO）がその一端を担っており、エイリアンによる誘拐事件（alien abduction）の証言には、ときおりヒト型爬虫類との接触が言及される。
いわゆるグレイが実は爬虫類である、また「レプトイド（爬虫類的生物）」に分類されると信じる者もいれば、全く別種の生物だとする声もある。
最古の報告のひとつに、ネブラスカ州（アメリカ合衆国）におけるアシュランド（Ashland）の警察官であるハーバート・シェルマーの誘拐事件（Schirmer Abduction）がある。シェルマーの主張によれば、1967年12月3日アシュランド近郊に出現したUFOによって連れ去られたという。そこで出会ったヒト型の生物は、身長が140～150cmほどで、ぴったりとした銀色の服に靴と手袋を身に着けていた。人間よりも長くて細い頭、皮膚は銀白色で平らな鼻、切れ長の目をもち、切れ込み状になった口は会話中ほとんど動かなかった。彼らは外出時のみ、翼のある蛇の紋章を左胸につけていたという。シェルマーは、彼らが別の銀河から地球を訪れ、すでに地球に基地を築いていると主張している。

### reptoids.com
ジョン・ロードは、「reptoids.com」というウェブサイトを設置し、ヒト型爬虫類の目撃・遭遇例を収集・検討したうえで発表した。彼は、テレビやラジオ番組におけるインタビューにて、ヒト型爬虫類について自身の見解を述べている。それによると、大多数のヒト型爬虫類は、恐竜の子孫であり、進化論における生物学的副産物であるという。ロードは、科学的試みの一例として1980年代における上記のデイル・ラッセルの思考実験を引用し、自説の「進化したレプトイド」理論と相互に関連するものとした。ロードは、これまでの人々の意識が、地底ではなく地球からはるか遠い宇宙に向けられていたため、地底に潜むヒト型爬虫類や失われた古代文明というテーマが未だに謎のままなのだと述べている。
訳注:ここでのジョン・ロードは、イギリスのミュージシャンであるジョン・ロードやイギリスのミステリー作家のジョン・ロードとは別人である。

## 科学的見地
オタワにあるカナダ国立自然博物館（Canadian Museum of Nature）の脊椎動物の化石に関する学芸員である古生物学者デイル・ラッセルは、6500万年前の恐竜の絶滅がなければ、トロオドンのような二足歩行をする肉食恐竜（獣脚類）は、ヒトによく似た形質をもつ知的生物へと進化した可能性を推測した。これに対し、グレゴリー・S・ポール（Gregory S. Paul）とトーマス・R・ホルツ・ジュニア（Thomas R. Holtz Jr.）は、ヒト型ではなく獣脚類の姿を残した外見になるだろうと主張。
ディノサウロイドを再解釈し、小枝や羽を用いて描かれた「ディノサウロイド洞窟アート」なるものをつくりあげたトルコ人芸術家のネモ・ラムジェットのような者もいる。洞窟アートには、トロオドンのほか、知的な恐竜や翼竜が描かれている。

## フィクション
ヒト型爬虫類は様々な形でフィクションに登場し、短編長編小説・マンガ・テレビ・映画・ゲームなどで人気な題材のひとつとなった。特にファンタジーやSFにおいて頻繁に扱われる。爬虫類への嫌悪感は一般的感覚であるため、こうしたキャラクターは悪役としての登場が多い。リザードマンやディノサウロイドも参照のこと。クトゥルフ神話ではヴァルーシアの蛇人間がワン種族としてジャンル化している。
ある識者は以下のように述べている。

SF作家や映画監督は、キャラクターが私たち読者や視聴者に与える影響をよく理解しているので、劇的な効果が十分得られるようキャラクターをつくりあげることができるのです。かわいらしい子どもやペットを連想させるものは、私たちの目に好感をもってうつりますが、トカゲ…そう、「ルックス」に問題のある生き物たちには、全く好感が持てませんね。多くの動物は、大きな目や目のような模様によって、恐怖感や逃避反応を引き起こされがちです。これの納得のいく説明のひとつに、大きくてギョロっとした目の多くは肉食動物がもっているから、ということが挙げられます。大きな目や目のような模様は、人間にも恐怖を与えるでしょうし、この恐怖感のおかげで、「ギョロ目のモンスター」に対して嫌悪感を抱いてしまうのでしょう。

「ネバネバ」が恐怖感の原因であるという説明もある。アルバータ大学英語学科名誉教授のR・ロードン・ウィルソンは、『ハイドラの尾、反感のイメージ』において以下のようなテーマを研究している。

グロテスクな描写を強調するジャンルのおかげで、ホラー映画はじとっとして、どろどろした場面が多くなり……映画「エイリアン」における異形の怪物が信じられない様子で口から得体の知れない液体をしたたらせ……。このようなネバネバによって連想される、より根本的なものは、エイリアンがまだ発達途上の段階にあるということである。これは、下等な生物から人間へと変化していく進化の法則にあらがう、「リンネの悪夢」というものである。

ただし、”ネバネバ・ジトジト”は本来両生類の特徴である。ほとんどの爬虫類の表皮は、むしろ哺乳類より乾燥しており、爬虫類と両生類の特徴の混同が見られる。
日本では、1993年放送のアニメ『恐竜惑星』（NHK教育テレビ）にて、バーチャルの大陸で進化した恐竜人類が描かれているが、その中の一部はヒロインと共闘するなど、一方的な悪役としては描かれていない。

## 陰謀論
ヒト型爬虫類に関する陰謀論は多岐にわたる。デイビッド・アイクに代表される陰謀論者は、ヒト型爬虫類が姿を消したり変身できるなどと主張し、疑似科学やオカルト愛好家から支持されているが、科学的に肯定する証拠は一切ない。

### デイビット・アイク
作家のデイビッド・アイクは、スピリチュアリズムに着想を得て、ヒト型爬虫類はりゅう座にあるアルファ星系からやってきた身長2mで血を好む半霊的存在であると主張する。また、人間社会を巧妙に操作する世界的陰謀プロブレム・リアクション・ソリューションの黒幕的存在であるとした。
彼は、イギリスの王族や多くのアメリカ大統領を含む世界の指導者の大半はヒト型爬虫類が正体であると主張している。アメリカ同時多発テロ事件以降におけるアメリカの外交政策も人間たちの奴隷化をもくろむヒト型爬虫類の仕業で、ブッシュ大統領もその手先であるという。
アイクは、ゼカリア・シッチンの小説『謎の第12惑星』（原題 "12th Planet"）で描かれたアヌンナキと自説のヒト型爬虫類との関係を指摘している。『謎の第12惑星』は、ヒト型爬虫類をアヌンアキと同一視して言及する他の陰謀論者が出現する要因となった。しかし著者のシッチンは、アヌンナキを爬虫類ではない純粋なヒト型存在として描いている。

### クレド・ムトワ
1990年代、南アフリカのシャーマンであるクレド・ムトワは、自身の遭遇したアブダクション体験から、ズールー族の伝説に現れる「奇妙な連中」を異星からの来訪者と解釈した。その中の一種であるヒト型爬虫類チタウリ（Chitauri）は人に害を与える危険な種としている。宗教的狂信者に好んで接触し、宗教を通じて人類を分裂させ地球征服をもくろんでいると述べた。
ムトワはデイビット・アイクと交流があり、引用やコラボレーションを多数行っている。アイク製作によるビデオ作品『爬虫類問題』のなかで、ムトワはレプティリアンとチタウリを同一のものとし、チタウリが数千年にわたり人類を支配してきた姿を変えるヒト型爬虫類であると主張した。

## 関連文献
- Blum, Ralph. Chapter 10. Beyond Earth: Man's Contact with UFOs. Bantam Books, 1974.
- Sitchin, Zecharia. The 12th Planet. 1978.
- Icke, David (September 2004). And the Truth Shall Set You Free: The 21st Century Edition. Bridge of Love. ISBN 0-9538810-5-9
- Strassman, Rick (December 2000). DMT: The Spirit Molecule. Park Street Press
- Lewis, Tyson; Richard Kahn (2005). “The Reptoid Hypothesis: Utopian and Dystopian Representational Motifs in David Icke's Alien Conspiracy Theory” (pdf). Utopian Studies 16 (1):  45–75 2006年6月4日閲覧。.